# Rhaphidura
Rhaphidura is een geslacht van vogels uit de familie gierzwaluwen (Apodidae).

## Soorten
Het geslacht kent de volgende soorten:
- Rhaphidura leucopygialis –  Zilverstuitgierzwaluw
- Rhaphidura sabini – Moerasgierzwaluw